# Томас Шампион
Томас Шампион (фр. Thomas Champion; 8. септембар 1999) француски је професионални бициклиста који тренутно вози за UCI ворлд тур тим — Кофидис. Бициклизмом је почео да се бави са шест година у тиму Клисоне, а као јуниор углавном се такмичио у брдском бициклизму. Године 2016. почео је да се такмичи у друмском бициклизму и прве године је завршио трку Ла Филип Жилбер јуниорс на осмом мјесту.
Године 2021. почео је професионалну каријеру, потписавши уговор са Кофидисом на двије и по године. Године 2022. возио је своју прву гранд тур трку — Вуелта а Еспању, док је 2023. возио Ђиро д’Италију, гдје је добио награду за најагресивнијег возача на етапи 17 и освојио је класификацију за бијег, испред Дерека Џија, док је спринт класификацију завршио на трећем мјесту, иза Томса Скујинша и Џија.